# Коссовель, Аттилио
Аттилио Коссовель (итал. Attilio Kossovel, 21 апреля 1909, Риека, Австро-Венгрия — 5 июля 1982, Монца, Италия) — итальянский футболист. По завершении игровой карьеры — футбольный тренер.

## Карьера
В качестве футболиста провёл три сезона за «Милан». Всего в Серии А провёл за команду 56 матчей, в которых забил четыре гола. В дальнейшем Коссовель выступал за коллективы из низших итальянских лиг.
После завершения карьеры стал тренером. В 1956 году Коссовель вошёл в тренерский штаб Этторе Пуричелли в клубе Серии B «Палермо». После окончания сезона он сменил его на посту главного тренера. В дальнейшем работал с «Реджиной» и с «Монцой».